# Pojezna
Pojezna (cyr. Појезна) – wieś w Bośni i Hercegowinie, w Republice Serbskiej, w gminie Derventa. W 2013 roku liczyła 756 mieszkańców.